# NTTビズリンク
エヌ・ティ・ティ・ビズリンク株式会社（NTTビズリンク）は、企業向けデータセンタサービスを提供する企業。
平成13年7月に設立され、その後NTTフェニックス通信網のテレビ会議多地点接続サービス事業、NTT-MEのデータセンタ事業統合により法人向けサービスを拡充し、ノントラヒックビジネスを推進するとともに、統合的なICTアウトソーシングビジネスを展開している。

## 事業
- ヴィジュアルコミュニケーション事業 
  - テレビ会議多地点接続サービス
  - 各種遠隔会議サービス
  - テレビ会議関連サービス
  - スマートグラスクラウドサービス
- データ・センター事業
  - データセンターサービス
  - アウトソーシングサービス
  - プラットフォームサービス

## 沿革
- 2001年（平成13年）
  - 7月 - 会社設立。
  - 8月 - 電気通信事業届出。
- 2003年（平成15年）
  - 2月 - 特定建設業（電気通信工事業）許可取得。
  - 5月 ‐ NTTフェニックス通信網株式会社の「テレビ会議多地点接続サービス事業」を事業統合。
- 2004年（平成16年）7月 - 株式会社NTT-MEの「データセンタ事業」を事業統合。
- 2005年（平成17年）2月 - 株式会社ぷららネットワークスの「アカウント・アグリゲーションサービス」を事業統合。
- 2006年（平成18年）
  - 3月 - 本社を移転。
  - 12月 ‐ プライバシーマークの認証取得。
- 2007年（平成19年）
  - 1月 - NTTコミュニケーションズ（現・NTTドコモビジネス）とNTT東日本の共同出資会社に変更。
  - 3月 ‐ 環境マネジメントシステムの認証取得。
- 2009年（平成21年）3月 - ITサービスマネジメントの認証取得（メール＆ウェブサービス）。
- 2010年（平成22年）8月 - ITサービスマネジメントの認証取得（テレビ会議フレッツIP多地点接続サービス）。
- 2012年（平成24年）8月 - ITサービスマネジメントの認証取得（iTrustee）。
- 2015年（平成27年）4月 -「アカウント・アグリゲーションサービス」をNTTコミュニケーションズへ事業譲渡。

## 株主
- NTTドコモビジネス株式会社
- NTT東日本株式会社